# Sheila White
Sheila White (* 18. Oktober 1948 in London, England; † 7. September 2018 ebenda) war eine britische Schauspielerin.

## Leben
White besuchte die Woodberry Down Comprehensive School und sprach im Alter von 13 Jahren erfolgreich für ihre erste Rolle an der Seite von Arthur Askey vor. Sie nahm Schauspielunterricht an der Corona Stage School in London und feierte 1963 ihr Debüt am Londoner West End, zunächst als Brigitta und später als Louisa von Trapp in The Sound of Music. 1966 trat sie im Alter von 17 Jahren als Revuetänzerin in dem Musical On the Level auf. Die Komponisten des Musicals, Ronald Millar und Ron Grainer, erkannten Whites Gesangstalent und komponierten für sie eigens ein Solo. Anfang der 1970er Jahre trat sie auch auf französischen Theaterbühnen auf.
Nach ihrem Aufenthalt in Paris kehrte sie nach London zurück, wo sie für ihre Rolle in Neil Simons Little Me für den Olivier Award als beste Musicalschauspielerin des Jahres nominiert war. Neben ihren Theaterrollen war White auch in Film- und Fernsehproduktionen zu sehen. Größere Nebenrollen spielte sie unter anderem 1968 in Clive Donners Literaturverfilmung … unterm Holderbusch sowie 1975 in Alfie, der liebestolle Schürzenjäger.
1983 heiratete sie den Theaterproduzenten Richard Mills und bekam zwei Söhne, worauf sie sich größtenteils aus dem Showgeschäft zurückzog und nur noch gelegentliche Gastauftritte in Fernsehproduktionen übernahm. Sie starb im Alter von 69 Jahren an Herzversagen.

## Filmografie (Auswahl)

### Film
- 1967: Der Fremde im Haus (Stranger in the House)
- 1968: … unterm Holderbusch (Here We Go Round the Mulberry Bush )
- 1968: Oliver (Oliver!)
- 1971: Die alles zur Sau machen (Villain)
- 1974: Ohne Hemd und ohne Höschen – Der Fensterputzer (Confessions of a Window Cleaner)
- 1975: Alfie, der liebestolle Schürzenjäger (Alfie Darling)
- 1979: König Artus und der Astronaut (The Spaceman and King Arthur )

### Fernsehen
- 1972: General Hospital
- 1979: Der Aufpasser (Minder)
- 1991: EastEnders
- 1993: The Bill
- 2000: Casualty